# Австралийский военный контингент в Ираке
Австралийский военный контингент в Ираке — соединение вооружённых сил Австралии, созданное в 2002-2003 годы, которое участвовало во вторжении в Ирак весной 2003 года и последовавшей за ним войне в Ираке.

## История
Корабли военно-морского флота Австралии находились в Персидском заливе ещё до официального объявления войны, для обеспечения выполнения санкций против Ирака. 18 марта 2003 года на пресс-конференции австралийский премьер-министр Джон Ховард объявил, что в случае начала военной операции против Ирака "австралийские войска будут сражаться совместно с британскими и американскими войсками".
Во вторжении в Ирак участвовали 2058 военнослужащих, авиагруппа из 22 самолётов и три корабля (десантный вертолётоносец "Канимбла" и два фрегата - HMAS Darwin и HMAS Anzac).
В середине 2004 года в Ирак направили ещё 30 военнослужащих и шесть бронетранспортёров.
В июле 2009 года войска Австралии были выведены из Ирака.
15 декабря 2011 года США объявили о победе и официальном завершении Иракской войны, однако боевые действия в стране продолжались.
В июне 2014 года боевики "Исламского государства" начали масштабное наступление на севере Ирака, после чего положение в стране осложнилось. 29 июня 2014 года на занятых ИГИЛ территориях Ирака был провозглашен халифат. 5 сентября 2014 года на саммите НАТО в Уэльсе глава государственного департамента США Джон Керри официально обратился к главам МИД и министрам обороны Австралии, Великобритании, Германии, Дании, Италии, Канады, Польши, Турции и Франции с призывом присоединиться к борьбе с ИГИЛ. Австралийские войска были вновь отправлены в Ирак. 22-23 сентября 2014 года США стали наносить авиаудары по занятым ИГИЛ районам Ирака. Также, с 23 сентября 2014 года в операции начала участвовать авиатехника ВВС Австралии (семь F/A-18F, один самолёт-разведчик E-7A "Wedgetail" и один самолёт-заправщик KC-30A с авиабазы Аль-Минад в ОАЭ). В декабре 2018 года было объявлено о успешном завершении борьбы с ИГИЛ в Ираке и прекращении бомбардировок, после чего самолёты F/A-18F военно-воздушных сил Австралии были выведены из Ирака, а количество военнослужащих Австралии в Ираке - сокращено с 800 до 350 человек.
В начале января 2020 года в Ираке оставалось 350 из 450 военнослужащих Австралии на Ближнем Востоке.

## Результаты
Потери Австралии в войне в Ираке в 2003-2009 годы составили 2 человека погибшими и не менее 28 ранеными.
В перечисленные выше потери не включены потери «контрактников» сил коалиции (сотрудники иностранных частных военных и охранных компаний, компаний по разминированию, операторы авиатехники, а также иной гражданский персонал, действующий в Ираке с разрешения и в интересах стран коалиции). 
- по данным из открытых источников, среди погибших контрактников - не менее 7 убитых и 1 раненый гражданин Австралии[18][19]
- Кроме того, во время участия в военной операции на территории Ирака было нанято свыше 400 иракских контрактников, потери среди которых составили не менее трёх человек убитыми[20].

В перечисленные выше потери не включены сведения о финансовых расходах на участие в войне, потерях в технике, вооружении и ином военном имуществе австралийского контингента в Ираке.